# Bärengraben

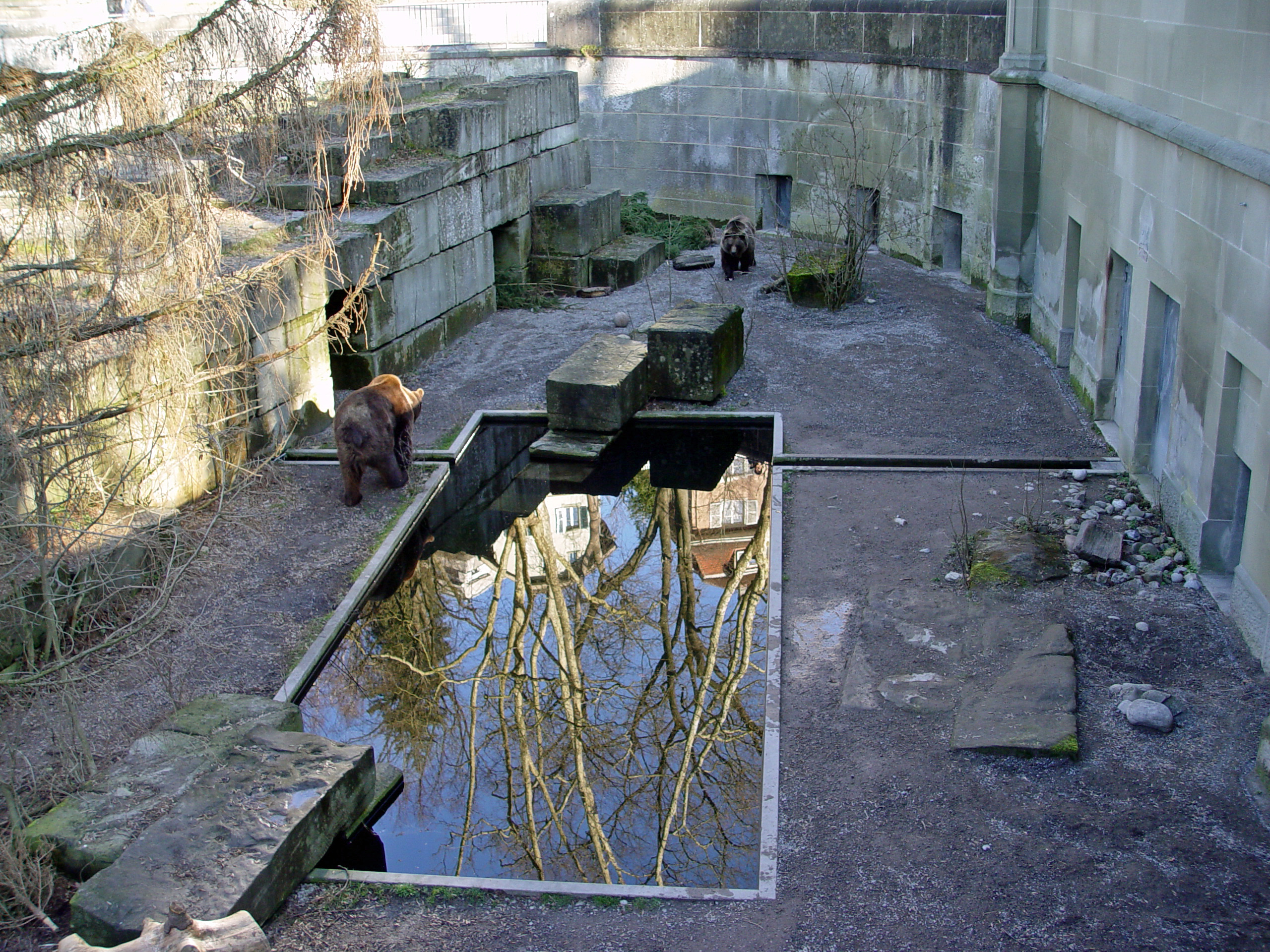
De kleine berenkuil aan de achterzijde met kleine waterpartij

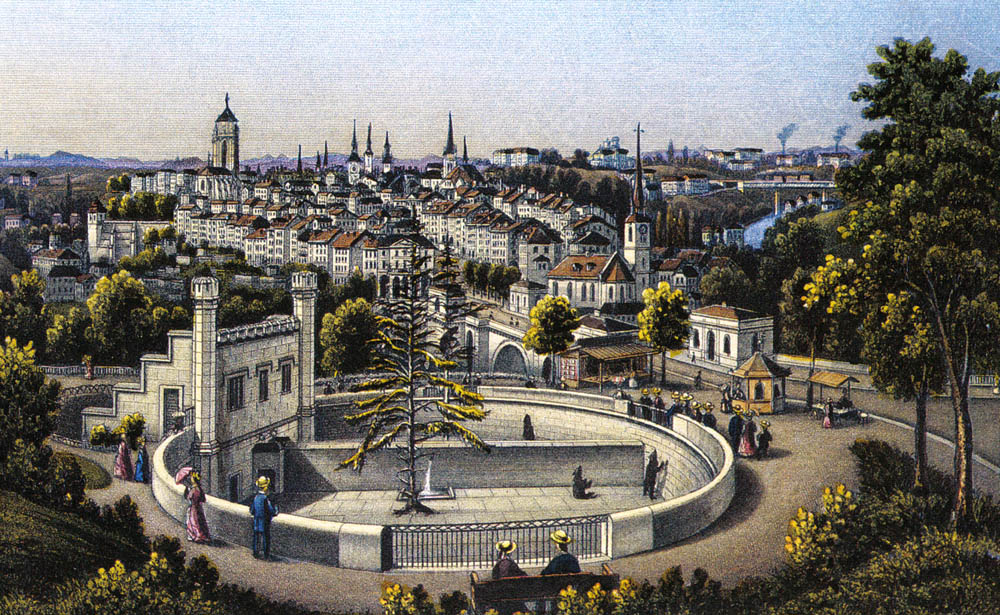
De Bärengraben en aan de overzijde van de Aare de oude binnenstad van Bern, ca. 1880

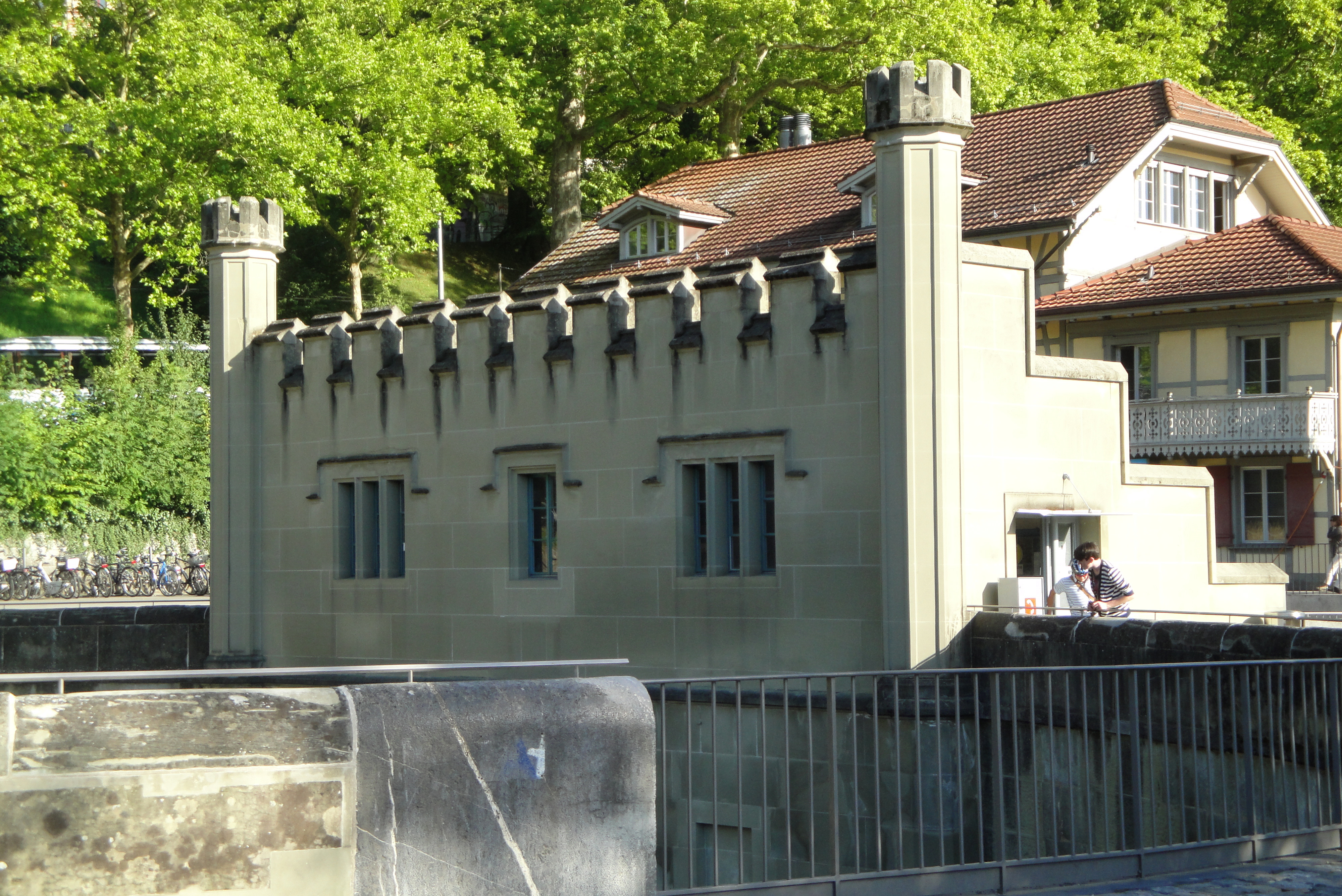
Het gebouw tussen de twee kuilen waarin zich personeelsruimtes bevinden en op het lager verdiep de nachtkooien van de beren

De Bärengraben (Nederlands: Berenkuil) is een eeuwenoude toeristische attractie in de Zwitserse hoofdstad Bern. De huidige berenkuil is de vierde kuil op rij en dateert van 1857. In de berenkuil werden en worden bruine beren gevangen gehouden die door de voorbijgangers geobserveerd konden worden van op de hoogte van de omliggende muren. In de 20e eeuw kwam de berenkuil onder steeds toenemende kritiek vanuit het oogpunt van dierenwelzijn. Achtereenvolgens werden het aantal beren verminderd van 12 naar 3 of 4, de stallen gerenoveerd, werd de betonnen ondergrond vervangen door natuurlijke materialen, werd de vegetatie uitgebreid, klimmogelijkheden toegevoegd en werd ten slotte in 2009 het aangrenzende BärenPark opengesteld, met een veel grotere leefzone voor de beren inclusief badgelegenheid aan de oevers van de Aare. De grote kuil van de Bärengraben maakt in tegenstelling tot de kleine kuil nog steeds deel uit van het BärenPark en de beren kunnen zich vrij van de ene naar de andere zone bewegen.
De berenkuil is erkend als monument en opgenomen in de Zwitserse inventaris van cultureel erfgoed van nationaal belang.

## Geschiedenis
De legende wil dat de huidige stad Bern gesticht werd door Hertog Berthold V van Zähringen in 1191 op de plaats waar hij een beer had gedood. De beren gaven vervolgens hun naam aan de stad en werden het wapendier in embleem en vlag van de stad. De beer werd ook de mascotte van de stad, wat letterlijk werd genomen, want zeker sinds 1441 had de stad een berenkuil. De oudst gekende locatie bevond zich in de onmiddellijke omgeving van de Käfigturm. Tot heden wordt het plein dat zich hier nu bevindt aangeduid als de Bärenplatz. Een tweede en derde locatie bevonden zich bij de Golattenmatttor (het huidige Bollwerk) en onder de Grossen Schanze.
Van de groep beren die enkel in de Bärengraben verbleven waren Pedro en zijn worp- of tweelingzussen Tana en Delia de laatste. Alle drie geboren op 15 januari 1981 in Barcelona, werden ze datzelfde jaar nog naar Bern overgebracht. Pedro bleef het langste van de drie in leven, maar heeft ook de uitbreiding van het BärenPark niet meer ervaren. Hij werd op 30 april 2009 geëuthanaseerd, omdat zijn onbehandelbare artrose, ondanks steeds zwaardere medicatie, ondraaglijk lijden veroorzaakte.